# Deinacris picta
Deinacris picta är en insektsart som beskrevs av Christiane Amédégnato och Marius Descamps 1979. Deinacris picta ingår i släktet Deinacris och familjen gräshoppor.

## Underarter
Arten delas in i följande underarter:
- D. p. picta
- D. p. lutea